# Markus Scherer
Markus Scherer (n. 20 iunie 1962, Ludwigshafen am Rhein, Germania) este un luptător ce a reprezentat Germania, medaliat olimpic. A participat la 2 ediții ale Jocurilor Olimpice (1984, 1988) în care a câștigat o medalie de argint.